# Cryptocarya velutina
Cryptocarya velutina är en lagerväxtart som beskrevs av André Joseph Guillaume Henri Kostermans. Cryptocarya velutina ingår i släktet Cryptocarya och familjen lagerväxter. Inga underarter finns listade i Catalogue of Life.